# Barringtonia ridsdalei
Barringtonia ridsdalei là một loài thực vật có hoa trong họ Lecythidaceae. Loài này được Chantar. mô tả khoa học đầu tiên năm 1995.